# Igreja Evangélica Dominicana
A Igreja Evangélica Dominicana (IED) - em espanhol Iglesia Evangélica Dominicana  - é uma denominação protestante unida na República Dominicana, formada em 1922, a partir de missões da Igreja Metodista Unida e Igreja Presbiteriana nos Estados Unidos da América.
A denominação é conhecida pelo seu trabalho educacional e hospitalar no país.

## História

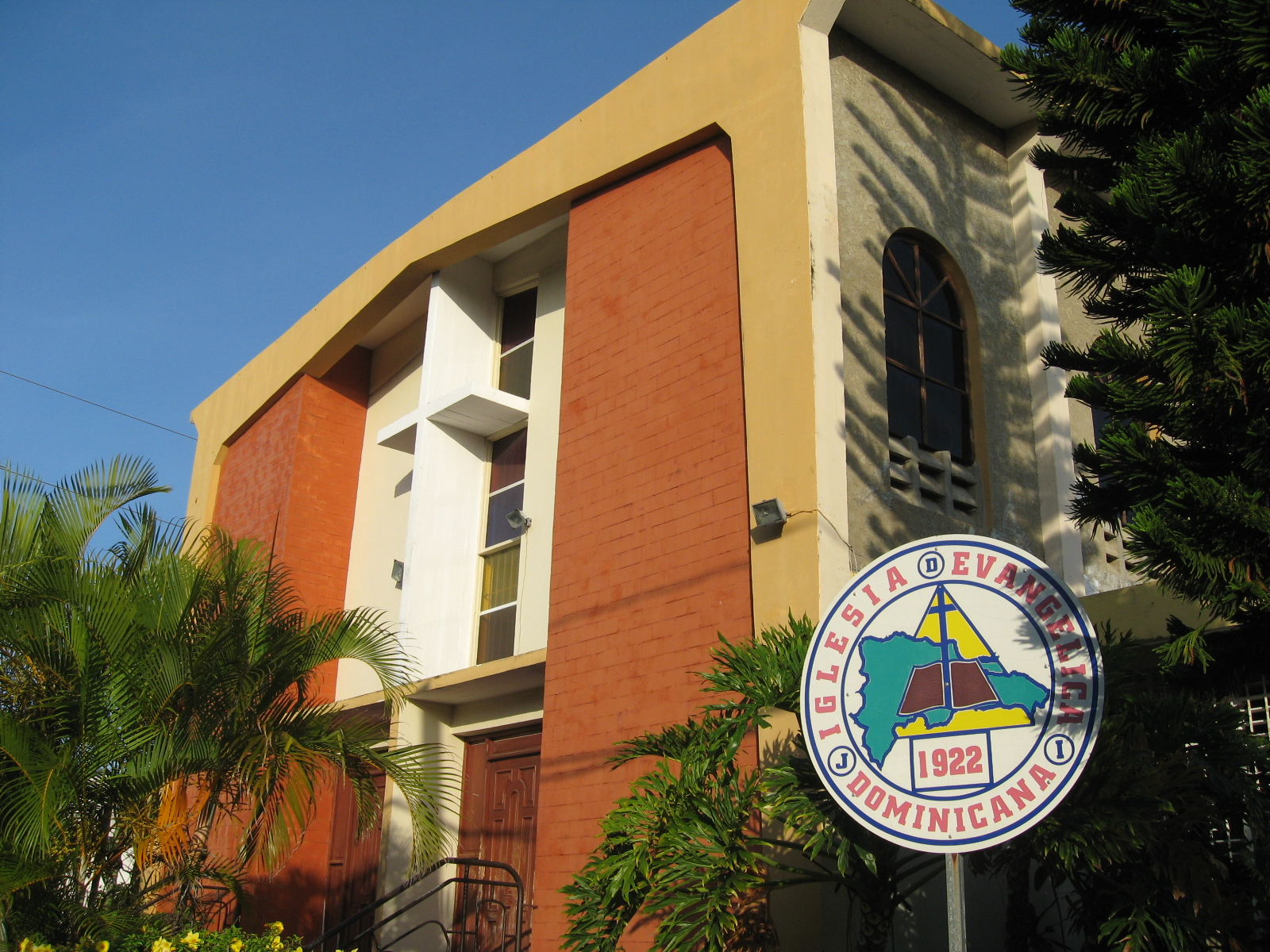
Igreja Evangélica Dominicana de Puerto Plata.

Em 1911 a União Evangélica de Porto Rico, enviou dois missionários: Philo W. Drury e Nathan H. Huffman, para visitar a República Dominicana, a fim de estudar as condições e possibilidades para o estabelecimento da obra missionária das denominações protestantes.
Consequentemente, em 1919, três missões norte-americanas reunidas em Nova York, da Igreja Presbiteriana nos Estados Unidos da América, Igreja Metodista dos EUA e Igreja dos Irmãos Unidos (as duas últimas se fundiriam posteriormente para formar a atual Igreja Metodista Unida), organizaram a Aliança para o Serviço Cristão em Santo Domingo.
A partir dessas missões, foram fundadas várias igrejas na República Dominicana. Em 1922, essas missões de uniram e constituíram a Igreja Evangélica Dominicana.
Em 1934, a Igreja da Morávia e a Igreja Metodista Wesleyana do país também se uniram à denominação.
A denominação cresceu constantemente e se espalhou por todo o país. Em 2022, era formada por 5.000 membros, em 101 locais de cultos (incluindo igrejas e congregações).

## Doutrina
A denominação subscreve o Credo dos Apóstolos e permite a ordenação de mulheres.

## Relações intereclesiásticas
A denominação é membro da Comunhão Mundial das Igrejas Reformadas e do Concílio Metodista Mundial.